# Éboueur
 (mai 2022).
 (juillet 2013).
Si vous disposez d'ouvrages ou d'articles de référence ou si vous connaissez des sites web de qualité traitant du thème abordé ici, merci de compléter l'article en donnant les références utiles à sa vérifiabilité et en les liant à la section « Notes et références ».

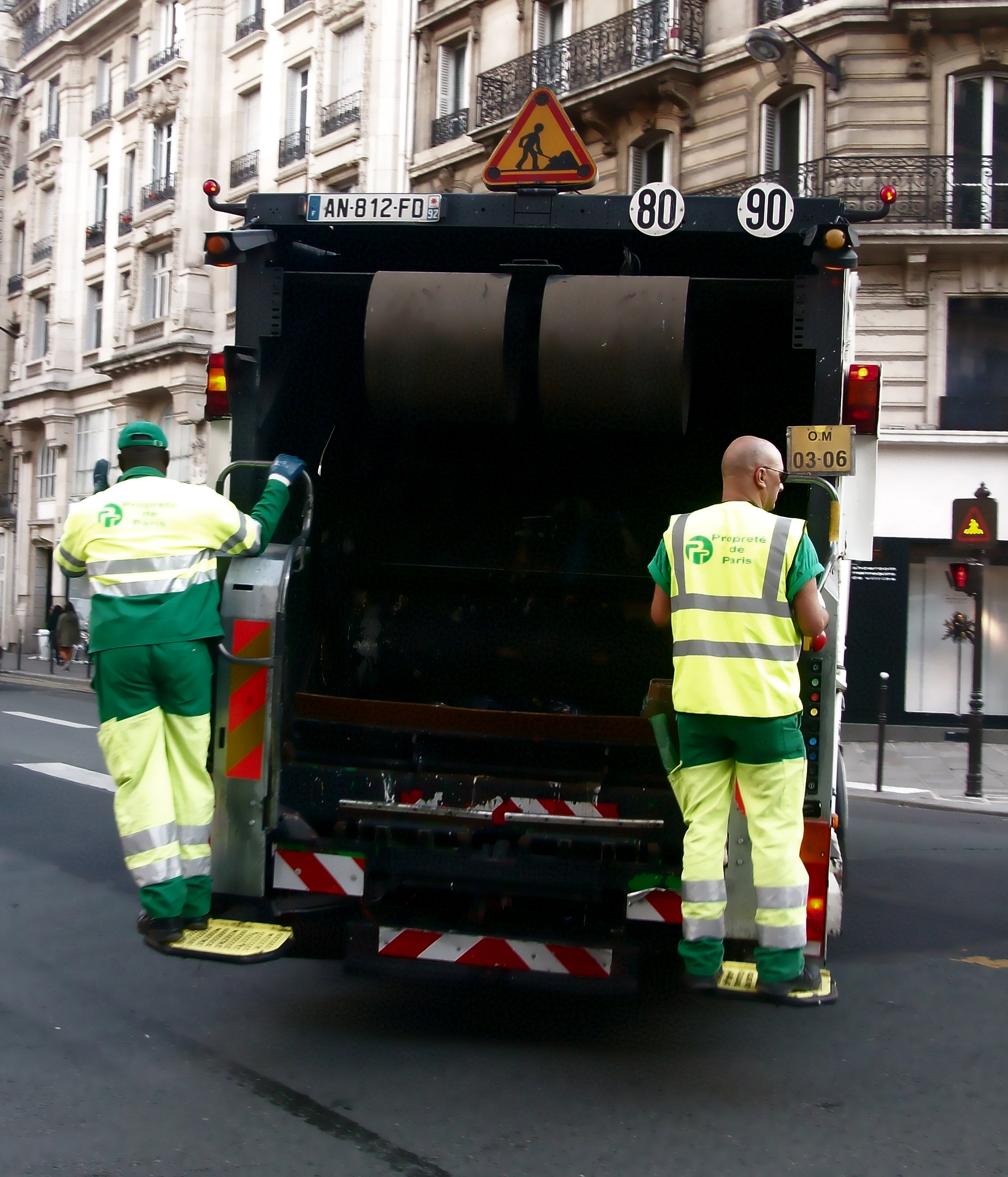
Éboueurs à l'arrière d'un camion poubelle à Paris (France).

Un éboueur aussi connu sous le terme d'agent de propreté urbaine ou plus familièrement sous le nom de ripeur (pour ceux à l'arrière de la benne), vidangeur (québécisme) est une personne employée par une municipalité ou une entreprise pour collecter les déchets, voire les convoyer jusqu'à leur point de retraitement (décharge, incinérateur, usine de recyclage).

## Histoire
Les premiers éboueurs de l’histoire sont probablement apparus en Angleterre vers 1350, au moment de la peste noire. Leur travail consistait à ramasser les ordures une fois par semaine à l’aide de chariots.
Ce métier, pratiqué dans l'espace public, a longtemps été dévalorisé, mais dans le contexte du développement durable, comme tous les métiers de la gestion des déchets, il tend, dans une certaine mesure, à être revalorisé quand il est présenté ou perçu pour sa valeur socio-environnementale, et donc sous l’angle de son utilité sociale, qui apparait notamment lors des grandes grèves des éboueurs. Il reste très masculin, particulièrement pour les ripeurs.

### Grèves historiques d’éboueurs dans le monde[5]
Les grèves d’éboueurs à travers le monde s’expliquent par une combinaison de facteurs structurels et conjoncturels. Elles surviennent fréquemment dans des contextes de revendications salariales, de dégradation des conditions de travail, ou de remise en cause des acquis sociaux. En période de réformes touchant les retraites, la précarisation de l’emploi public ou la sous-traitance accrue, les agents de la propreté urbaine se mobilisent pour défendre leur statut et leur reconnaissance professionnelle. Leur métier, physiquement éprouvant et souvent exposé à des risques sanitaires, souffre également d’un manque de valorisation sociale. Ces grèves, bien qu’occasionnant des nuisances visibles pour la population, soulignent le rôle indispensable de ces travailleurs dans le fonctionnement quotidien des espaces urbains.

#### France
- 1947 (Paris) : connue comme la « grève des boueux », cette mobilisation est l’une des premières grandes grèves d’éboueurs de l’après-guerre[6].[7]
- Années 1970 : nombreuses grèves à Paris (1970, 1972, 1974, 1976) pour revendiquer un statut de fonctionnaire, en particulier pour les travailleurs immigrés[8].
- 2003 : grèves dans plusieurs villes (Marseille, Calais, Brest) contre la réforme des retraites dans la fonction publique[8].
- 2023 (Paris) : grève massive contre la réforme des retraites, provoquant l’accumulation de plusieurs milliers de tonnes de déchets dans les rues.

#### États-Unis
- 1968 (New York) : grève de 9 jours pour de meilleures conditions de travail et de retraite. Elle a mis en évidence l’importance cruciale des éboueurs dans le fonctionnement urbain[9].

#### Royaume-Uni
- 1979 (Liverpool, Londres) : lors du « Winter of Discontent », les éboueurs rejoignent les mouvements de grève du secteur public, entraînant une grave crise sanitaire[10].

#### Italie
- Années 2000 (Naples) : plusieurs grèves liées à la saturation des décharges et à la mauvaise gestion des déchets. Les ordures ont envahi les rues durant plusieurs semaines[11]

.

#### Grèce
- 2011 (Athènes) : grève pendant la crise économique, en protestation contre les coupes budgétaires et les licenciements dans la fonction publique[12].

## Conditions de travail
Les éboueurs sont constamment exposés au bruit, à la circulation routière et de ce fait aux risques d'accident de la route. Ils marchent et courent beaucoup ; selon les régions, le travail des éboueurs peut se faire en matinée ou en soirée. Dans certains pays (dont la  France), la législation oblige les éboueurs au port d'un gilet de haute visibilité et d'une tenue munie de bandes rétroréfléchissantes. 
Pour éviter le contact direct avec les déchets, le port des gants est fréquent, voire obligatoire selon les pays. Le port du masque est rarement toléré, et à titre d'exemple, une étude faite à Lomé, au Togo a montré que le danger pour les éboueurs est accentués par leur ignorance en matière de risques liés à leurs activités, le manque de moyens de pré-collectes et des protections pas ou mal utilisées (lors de l'enquête, seuls 6 % des éboueurs disaient en porter régulièrement.

### Pénibilité du travail
Les éboueurs sont exposés à des risques physiques (troubles musculo-squelettiques) et aux aléas météorologiques, avec peu de temps de repos et de possibilité de se protéger du mauvais temps, du vent, des canicules, du verglas…
Les camions-bennes à ordures ne sont pas toujours adaptés pour aider au mieux les ripeurs à vider les poubelles, et les éboueurs sont amenés à tirer, pousser ou porter de lourdes charges, en étant souvent gênés par le bordures de trottoirs, bien que l'apparition des poubelles à roulettes ait simplifié leur travail. 

### Risques psychosociaux
Au caractère socialement peu valorisé du métier, s'ajoute le stress de devoir travailler très vite, parfois avec de horaires difficiles et/ou sous pression des klaxons et de l'énervement ou de l'agressivité d'autres usagers de la route.

### Risques sanitaires liés aux expositions biologiques, physiques
Les déchets contaminants (déchet médical, déchet toxique…) bien que devant être éliminés via d'autres filières, ne sont pas rares dans les poubelles. S'y ajoutent des déchets piquants ou coupants. 

Dans ces conditions, le risque de blessures, infections, intoxications, allergies voire de certains cancers augmente. L'activité est en outre très physique. L'éboueur, souvent essoufflé est contraint de respirer à pleins poumons, parfois transpirant, très près des pots d'échappement. Il est donc particulièrement exposé à la pollution routière.
Par ailleurs, on sait que tous les travailleurs impliqués dans la gestion matérielle de déchets organiques fermentescible, et de matières résiduelles domestiques ou issus d'animaux domestiques ou d'élevage sont « continuellement exposés à des bioaérosols pouvant entrainer des problèmes de santé de nature infectieux, allergène et cancérigène ». 
Avec le métier d'égoutier, et celui du tri manuel des déchets, les éboueurs et les chauffeurs de camion-poubelle, durant leur tournée de collecte des déchets ou de matières résiduelles, sont parmi les plus concernés. Au Canada, des analyses microbiologiques de prélèvements faits sur des sièges de camion-poubelle ont été faites par l’IRSST, ainsi que des analyses d'échantillons d'air ambiant prélevés respectivement dans la zone respiratoire d’un ripeur, dans l'air de cabines de camions utilisés pour le recyclages, la collecte de déchets organiques et domestiques). L'étude montre que les collecteurs sont statistiquement les plus exposés aux bioaérosols, avec des concentrations de 27 000 UFC/m3 pour les bactéries, de 100 UEunité d'endotoxine/m3 pour les endotoxines et de 5 900 UFC/m3 pour les spores de moisissures, excédant les recommandations sanitaires. En cas de collecte de compost, le taux de spores fongiques grimpaient à 6 800 UFC/m3 ; et pour les manutention de poubelles domestiques, E. coli et A. fumigatus (source possible de sinusite aspergillaire et d'autres aspergilloses) ont été retrouvés dans tous les échantillons ; ce sont les sièges des chauffeurs des camions de déchets domestiques qui présentaient les contaminations les plus élevées, et la teneur de l'air de leur cabine en A. fumigatus (2 500 µgmicrogramme/m3) dépassait celle des camions de matières destinées au recyclage et aux camions transportant des matières à composter. Ces chiffres confirment que le risque sanitaire dépend du type de déchets, du poste de travail et des tâches exécutées. Ils montrent que l'exposition professionnelle peut et doit être réduit par diverses stratégies (port d'un équipement de protection respiratoire adapté lors des opérations générant des envols de bioaérosols et nettoyage efficace des camions et de leur cabine.
Une étude récente de Jean-Yves Juban et Isabelle Salmon (Université Grenoble Alpes) a porté sur la santé des ripeurs en France : lorsqu'ils sont deux à l’arrière du camion, leur collecte dure en moyenne de 401 minutes (près de 7 heures), avec une pause de 33 minutes, pour, en moyenne 4,7 t de déchets transbordés dans le camion, soit en moyenne 12 238 pas et 44,6 km parcourus à l’arrière du camion. Leur activité physique se traduit notamment par un coût cardiaque élevé (différence entre la fréquence cardiaque normale au repos et celle mesurée au travail) ; évalué à 28,8 battements par minute ; très près du seuil d'astreinte physique excessive fixé par la médecine du travail à 30 battements par minute. Et parfois, le gestionnaire ou le donneur d’ordre, sous pression de la concurrence, envisagent le « monoripage, c’est-à-dire l’affectation d’un seul ripeur par camion ». Dans ce dernier cas, la collecte dure 434 minutes (moyenne, avec écart-type de 90 minutes ; la pause diminue (26 minutes) pour 9,6 tonnes de déchets collectés ; 16 599 pas effectués, soit 58,3 km/jour ; et « le coût cardiaque bondit au-delà du seuil supérieur, jusqu’à 38,8 ».
Les auteurs de l'étude en concluent que « le métier de ripeur est probablement l’un des métiers les plus éprouvants, car il cumule nombre des difficultés contemporaines du travail : contraintes physiques et de temps, interactions avec les usagers, complexité des chaînes de responsabilité en matière de qualité de vie au travail (QVT), etc. »

## Espérance de vie
En France, dans le personnel des collectivités locales (le seul pour lequel des données de mortalité dans ce métier soient disponibles), l’espérance de vie à 60 ans des éboueurs territoriaux — il s’agit ici des salariés des collectivités territoriales — se situe trois ans au-dessous de celle des autres agents de sexe masculin.

## Adaptations du travail ou de la carrière face à la pénibilité
Une thèse (2019) a montré que certains employeurs d'éboueur-ripers avaient déjà réagi à la pénibilité, par deux attitudes, opposées :  
1. certains employeurs aménagent l'activité d'éboueur, pour que la personne puisse travailler jusqu’à l’âge de la retraite, grâce à une réduction de la pénibilité du travail ; en adaptant la GRH quotidienne à l'état de santé de la personne ; en essayant de répondre aux souhaits d’évolution de carrière (via une formation, le dialogue social, etc. ; en apportant des aides aux ripeurs ; en réorganisant le travail et les équipes pour tenir compte de faiblesses passagères et d’événements de vie ou de santé affectant la personne… Ces mesures se sont traduite par un faible absentéisme, peu d’inaptitudes, une meilleure attractivité du métier associée à un faible turn-over.
2. d'autres estiment que le ripeur doit exercer son métier aussi brièvement que possible, dans le cadre d'une flexisécurité interne, voire à l’échelle du territoire et entre employeurs. Ces employeurs là recrutent des candidats surqualifiés pour ce métier, mais motivés par le service public et/ou par une carrière dans la fonction publique, en faisant valoir au candidat que son travail de ripeur ne sera qu'une étape dans sa carrière, vers d'autres postes accessibles via les concours de la fonction publique[17].

En 2022/2023, avec le projet gouvernemental d'allongement du temps de travail, les débats sur l’âge du départ à la retraite posent à nouveau la question de la pénibilité et de la carrière pour les métiers difficiles, dont chez les « premiers de corvée » que sont les ripeurs (également « personnels de première ligne » lors de la pandémie de Covid-19. Selon les auteurs, vouloir « faire travailler des salariés vieillissants sans se poser la question de la soutenabilité du travail et sans mettre la GRH au service de cette question expose aux risques d’exclusion, d’arrêts-maladie, de chômage, d’invalidité voire de décès ».

## Qualification
Aucune qualification spécifique n'est nécessaire. 
Il est toutefois préférable d'être en bonne forme physique.
En France, la plupart des éboueurs ont un CAP, voire le baccalauréat. En effet, pour devenir éboueur au sein des métropoles, il est nécessaire de passer un concours sélectif.

## Autre utilisation du terme
Les modérateurs des plateformes en ligne et des réseaux sociaux sont appelés par analogie les « éboueurs du net »[réf. nécessaire].

## Dans la culture populaire
- 1964 : My fair lady (Stanley Holloway)
- 1973 : La Balade sauvage (Martin Sheen)
- 1974 : Claudine (James Earl Jones)
- 1976 : Le Graphique de Boscop (Romain Bouteille)
- 1998 : Les Simpsons, Vive les éboueurs
- 1990 : Men at Work (Charlie Sheen et Emilio Estevez)
- 1991 : A Scene at the Sea (Claude Maki)
- 1999-2007 : Les Sopranos (James Gandolfini)
- 2010 : L'Immortel de Richard Berry
- 2016 : Fences (Denzel Washington)